# Длинноуска зеленоватая
Длинноуска зеленоватая (Adela reaumurella) — вид бабочек из семейства длинноусых молей (Adelidae). Средняя Европа.

## Описание
Молевидная бабочка с размахом крыльев 14—18 мм. У самцов длинные беловатые антенны, оба пола обладают передними крыльями с бронзовым или металлически зеленоватым цветом. Бабочки летают в дневное время в течение мая и июня, иногда образуют скопления.
Гусеницы образуют мины на листьях бука:34.

## Галерея

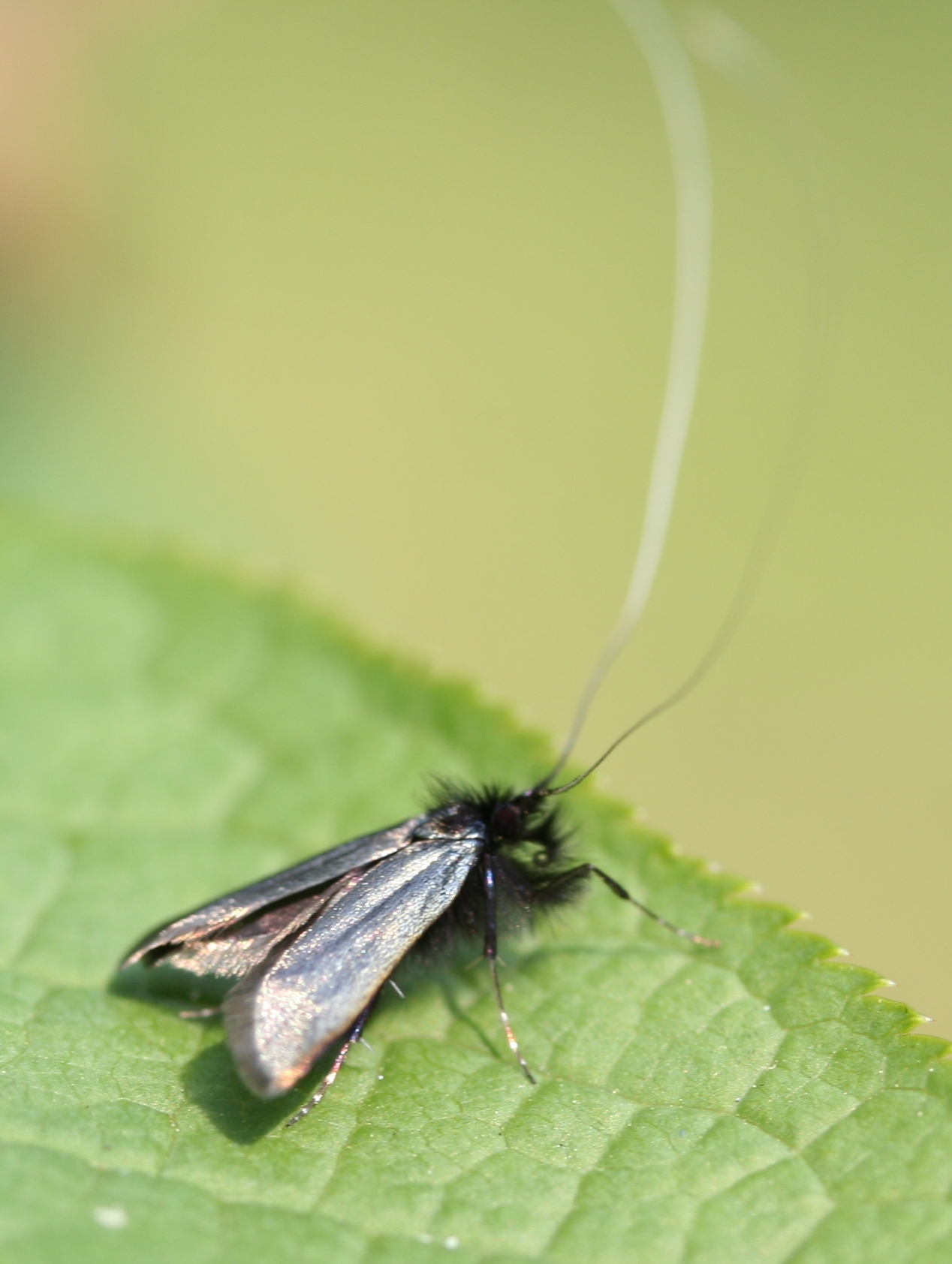
Adela reaumurella
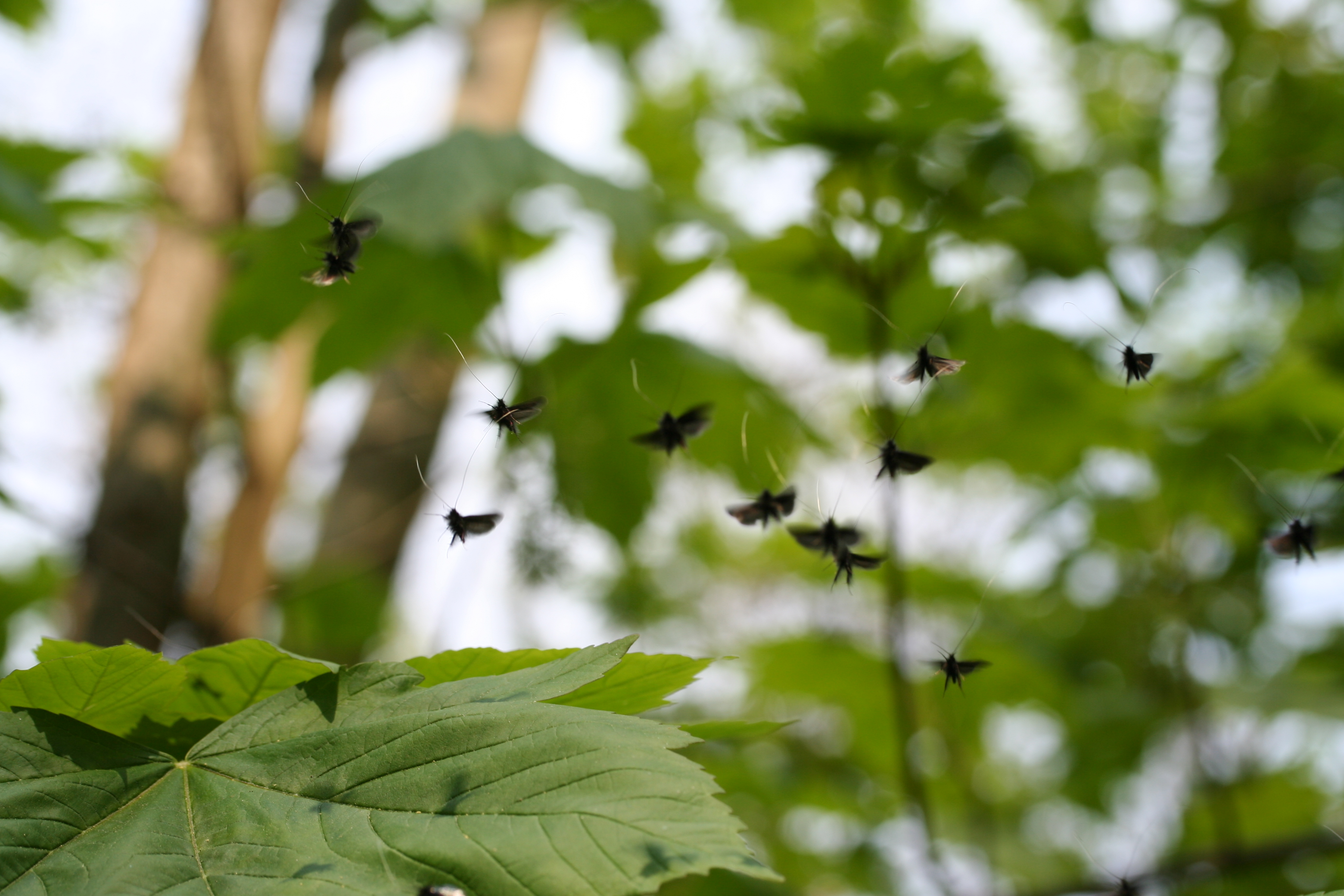
7 мая 2006, Нидерланды, массовый лёт Adela reaumurella